# マリア・ブッテルスカヤ
マリア・ヴィークトロヴナ・ブッテルスカヤ（ロシア語: Мария Викторовна Буты́рская, ラテン文字転写: Maria Viktorovna Butyrskaya, 1972年6月28日 - ）は、ロシア出身の女性元フィギュアスケート選手。1998年長野オリンピック、2002年ソルトレイクシティオリンピック女子シングルロシア代表。1999年世界フィギュアスケート選手権優勝。本来の発音は「マリーヤ・ヴィークタラヴナ・ブトィールスカヤ」に近いが、日本ではメディアが使用した「マリア・ブッテルスカヤ」が定着した。ロシアでの愛称はマーシャ。モスクワ生まれのモスクワ育ち、現在もモスクワに住んでいる。

## 人物
現役時代は傑出した美貌とスタイルで高い人気を誇り、日本のテレビ局に「銀盤のセクシークイーン」とのキャッチコピーを付けられた。日本の富士フイルムのテレビコマーシャルにも出演している。また、自ら振り付けを行い衣装もデザインするという珍しい選手でもあった。その振り付けは自らの美貌とスタイルを十二分に活かした独特のもので、特に技と技の繋ぎの部分のアイデア豊富な動きは彼女の振付師としての能力の高さを示していた。彼女は自身の演技を「氷上の一人の女」と定義しており、女性らしさをいかに表現するかにその主眼は置かれていた。実際、優雅で女性的な表現力は高く評価されていた。
彼女の現役時代、ジャンプに関しては決して得意な方ではなかったが、「根性降り」と評された、気合いの着氷で転倒を堪えていた。新採点システム前にもかかわらずフリップとルッツをきちんと跳び分けていた選手でもある。
演技中の緊張による口の渇きを防ぐため、レモンを口に含んでいた。
彼女の競技への姿勢は極めてストイックで、豊富な練習量をこなしていたと言われる。また競技会時には、満足のいかない演技後は得点が出される前にキスアンドクライエリアから立ち去るなど、観客へのアピールよりもひたすら自分の演技にこだわる勝負師の一面が見られた。実際、長野オリンピックとソルトレークシティオリンピックの舞台では、フリースケーティングでいずれも演技中にミスを犯してしまったため、フリー演技終了後は得点の表示板を全く見ずに憮然とした表情のまま、早々にキスアンドクライの席を立ち去っている。
1998年には「プレイボーイ」誌のグラビアを飾っている。
2006年にロシア出身でNHLのダラス・スターズに所属するアイスホッケー選手で、10歳年下のVadim Khomitski と結婚。
2007年に長男を2009年に長女を出産している

## 略歴
1991-92シーズンに頭角を現し、ソビエト連邦フィギュアスケート選手権2位。しかしこの後、ソビエト連邦の崩壊に伴い彼女は競技を続ける為の資金にも事欠くようになり、満足にコーチも付けられない日々を送ることになる。しかし持ち前の気丈さでこの危機を凌いだマリアは、以降、チャンピオンシリーズ（現在のグランプリシリーズ）やヨーロッパ選手権、世界フィギュア選手権を舞台に安定した成績を残し、NHK杯も複数回優勝している。オリンピックでは長野大会で4位入賞、ソルトレイクシティ大会で6位入賞を果たしたものの、2大会共に惜しくも五輪のメダル獲得はならなかった。
1998年 - 1999年シーズンには史上最高齢の26歳で世界選手権優勝を果たした。演技後にガッツポーズをし、弾けるような笑顔になったのはアマチュア時代には後にも先にもこの時だけである。プログラムはSP：james　infirmary　FS：Otonal（秋に寄せて）
2002年ソルトレイクシティ五輪の1か月後、3月に長野で行われた世界選手権に出場した。しかし最初の予選演技に、彼女のコーチが車の渋滞に巻き込まれ、間に合わなくなるアクシデントなどで、メンタル面での動揺が影響して予選成績は6位と不調。その後のショートプログラムとフリースケーティングを棄権してそのままロシアに帰国してしまい、同大会を最後にアマチュア競技生活を終えた。なお同ロシア代表だったビクトリア・ボルチコワは、「彼女の気持ちはよく分かるが、出場を決めたのなら途中で投げ出さずに、最後のフリー演技まで全うすべきだったと思う」とコメントしていた。

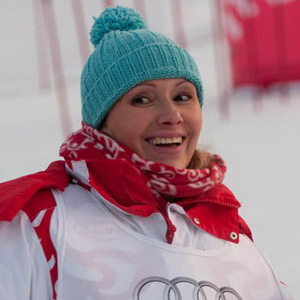
コーチ時代（2010年）

2006年よりコーチ業も始める。2014年現在はノービスクラスとジュニアクラスの選手の指導をしている

## 主な戦績
| 大会/年            | 91-92 | 92-93 | 93-94 | 94-95 | 95-96 | 96-97 | 97-98 | 98-99 | 99-00 | 00-01 | 01-02 |
| ------------------ | ----- | ----- | ----- | ----- | ----- | ----- | ----- | ----- | ----- | ----- | ----- |
| オリンピック       |       |       |       |       |       |       | 4     |       |       |       | 6     |
| 世界選手権         |       | 29    |       |       | 4     | 5     | 3     | 1     | 3     | 4     | 棄権  |
| 欧州選手権         |       | 5     | 4     | 7     | 3     | 4     | 1     | 1     | 2     | 2     | 1     |
| ロシア選手権       |       | 1     | 2     | 1     | 1     | 1     | 1     | 1     | 2     | 3     | 2     |
| ソビエト選手権     | 2     |       |       |       |       |       |       |       |       |       |       |
| GPファイナル       |       |       |       |       | 7     | 4     | 3     | 2     | 3     | 4     | 4     |
| GPスケートアメリカ |       |       |       |       |       | 10    |       | 1     |       |       |       |
| GPスケートカナダ   |       |       |       |       |       |       | 2     |       |       |       |       |
| GPボフロスト杯     |       |       |       |       |       |       |       |       |       |       |       |
| GPラリック杯       |       |       |       |       |       | 2     |       | 1     | 1     | 1     | 1     |
| GPNHK杯            |       | 5     |       |       | 5     | 1     | 2     |       | 1     | 2     |       |